# Wyndham New Yorker Hotel
Das Wyndham New Yorker Hotel ist ein historisches, gemischt genutztes Hotelgebäude in Midtown Manhattan in New York City, Vereinigte Staaten. Das ikonische Bauwerk ist im Besitz der Vereinigungskirche, die die in den untersten Stockwerken gelegenen Büros und Veranstaltungsräume vermietet. Darüber ist das von Wyndham Hotels & Resorts betriebene 4-Sterne-Hotel untergebracht.

## Lage
Das Hochhaus steht an der Westseite der Eighth Avenue zwischen der West 34th und West 35th Street im Stadtteil Hell’s Kitchen (Midtown West) an der Grenze zum Stadtteil Chelsea. Wenige Meter südlich befinden sich das Veranstaltungszentrum Madison Square Garden und der Bahnhof Pennsylvania Station. Zwei bis drei Blocks westlich liegen die neu errichteten Gebäudekomplexe Manhattan West und Hudson Yards mit Einkaufszentren und Freizeiteinrichtungen sowie das Kongresszentrum Javits Center und der Hudson River. Östlich erreicht man entlang der 34th Street nach zwei Blocks den Herald Square mit dem Kaufhaus Macy’s und nach drei Blocks das Empire State Building.

## Beschreibung
Das Wyndham New Yorker Hotel wurde vom Architekturbüro Sugarman & Berger entworfen und am 2. Januar 1930 eröffnet. Bauherr war Mack Kanner. Zuvor befanden sich auf dem Gelände 17 Gebäude im Besitz von Frederick Brown und der Manufacturers Trust Company. Diese richteten eine Bankfiliale im Erdgeschoss des New Yorker Hotels ein. Das Gebäude hat eine Höhe von 143,3 Meter (470 Fuß) und besitzt 41 Etagen. Das Erdgeschoss ist mit Granit verkleidet. Die Etagen zwei bis vier haben eine Indiana-Kalkstein-Fassade, darüber besteht die Fassade aus Ziegelstein und Terrakotta. Gemäß der Bebauungsverordnung von 1916 besitzt das Gebäude zahlreiche Rücksprünge, auf denen Dachterrassen angelegt sind, und tiefe Lichthöfe. Gekrönt wird es durch ein großes Schild mit dem Namen des Hotels, das seit 2005 eine LED-Beleuchtung hat. Das Hotelgebäude beherbergt 1083 Gästezimmer, 64 Suiten, zwei Restaurants und auf insgesamt 3100 Quadratmetern zwölf Konferenzräume. Westliches Nachbargebäude ist das 1906 erbaute Manhattan Center, ein Veranstaltungsort mit zwei Aufnahmestudios, Ballsälen und zahlreichen ansässigen Unternehmen der Unterhaltungsbranche.
Das von Mack Kanner erbaute New Yorker Hotel wurde ursprünglich vom Hotelier Ralph Hitz betrieben und nach dessen Tod im Jahr 1940 von Frank L. Andrews übernommen. In den Anfangsjahren beherbergte das Hotel 2503 Gästezimmer. 1954 erwarb Hilton das Hotel für 12,5 Millionen US-Dollar und verkaufte es nach umfangreichen Renovierungsarbeiten 1956 an Massaglia Hotels, um einer Kartellklage der US-Bundesregierung entgegenzuwirken. 1959 gelangte das New Yorker in den Besitz von New York Towers Inc., die übergaben es aber 1967 im Rahmen eines Zwangsvollstreckungsverfahrens wieder an Hilton. Das Hotel wurde 1972 geschlossen und an die French and Polyclinic Medical School and Health Center verkauft. Dessen Plan scheiterte, im Gebäude ein Krankenhaus einzurichten. 1976 erwarb die Vereinigungskirche das Gebäude und nutzte es zunächst als globale Zentrale. Das Hotel wurde ab dem 1. Juni 1994 in den obersten Stockwerken schrittweise wiedereröffnet und verfügte 1995 über 240 Zimmer und 2001 über 1100 Zimmer. Das New Yorker schloss sich 2000 der Hotelkette Ramada an. In den 2000er Jahren fand eine umfangreiche Renovierung und Modernisierung statt. Das New York Hotel wurde 2014 in die Marke Wyndham Hotels & Resorts überführt.

## Prominente Gäste
Der Erfinder und Forscher Nikola Tesla verbrachte seine letzten zehn Lebensjahre im New Yorker, wo er das Zimmer 3327 bewohnte.
Zu weiteren prominenten Gästen zählten unter anderen Spencer Tracy, Joan Crawford, John F. Kennedy, Fidel Castro, Mickey Rooney, Muhammad Ali, mit J. Edgar Hoover der Begründer und Direktor des FBI sowie die Jazz-Musiker Peggy Lee, Glenn Miller, Benny Goodman und Tommy Dorsey mit ihren Big Bands.
Des Weiteren beherbergte das Hotel einst den Hauptsitz der Major League Baseball (MLB) der National League. 1941 waren die Spieler des Baseballteams Brooklyn Dodgers zu Gast. Im Jahr 1949 fanden hier die ersten gemeinsamen Jahrestreffen der Amateur Hockey Association of the United States, der Canadian Amateur Hockey Association und der Internationale Eishockey-Föderation statt.

## Ansichten

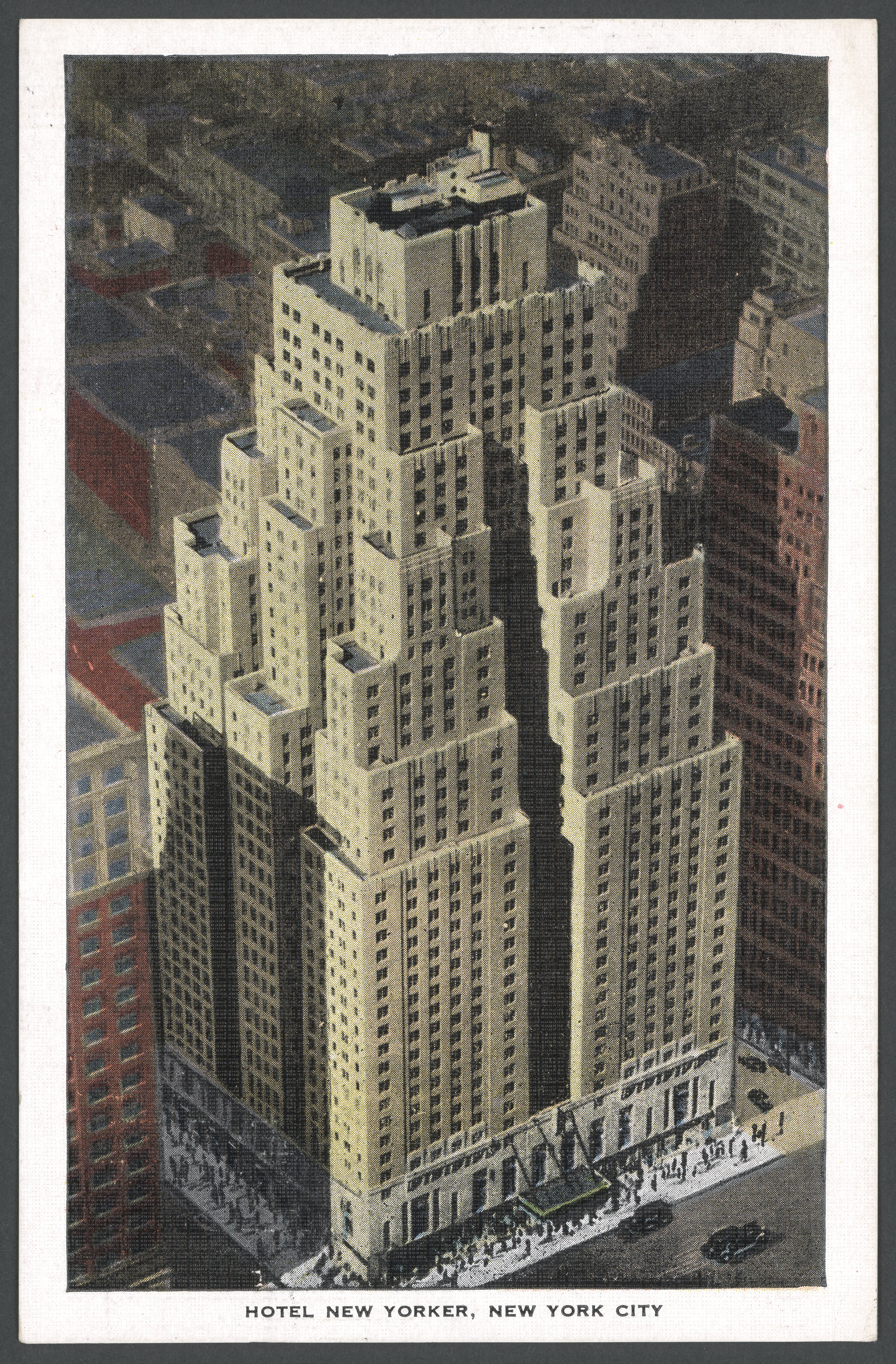
Historische Aufnahme von 1937
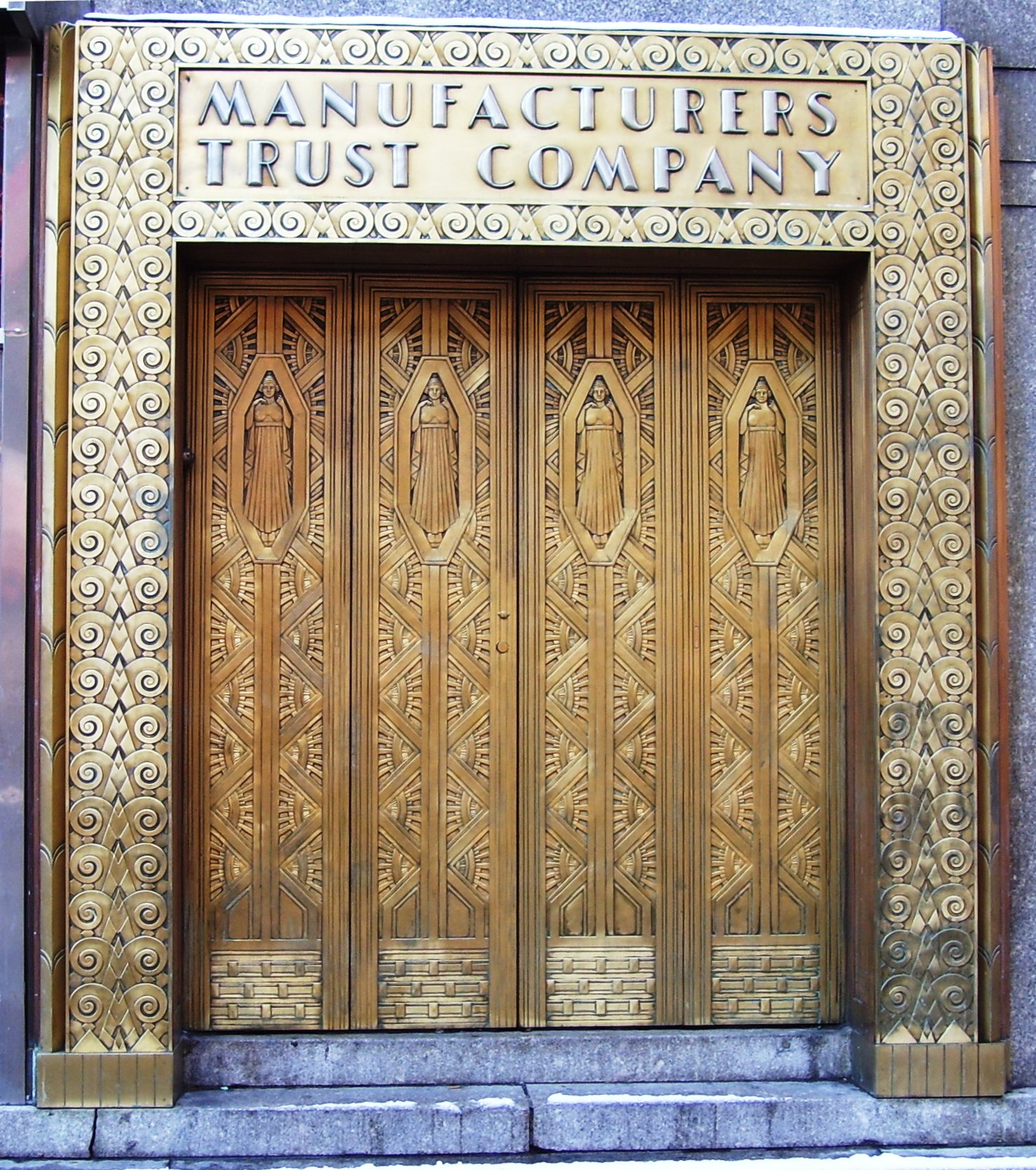
Eingangstür zur einstigen Bank Manufacturers Trust Company
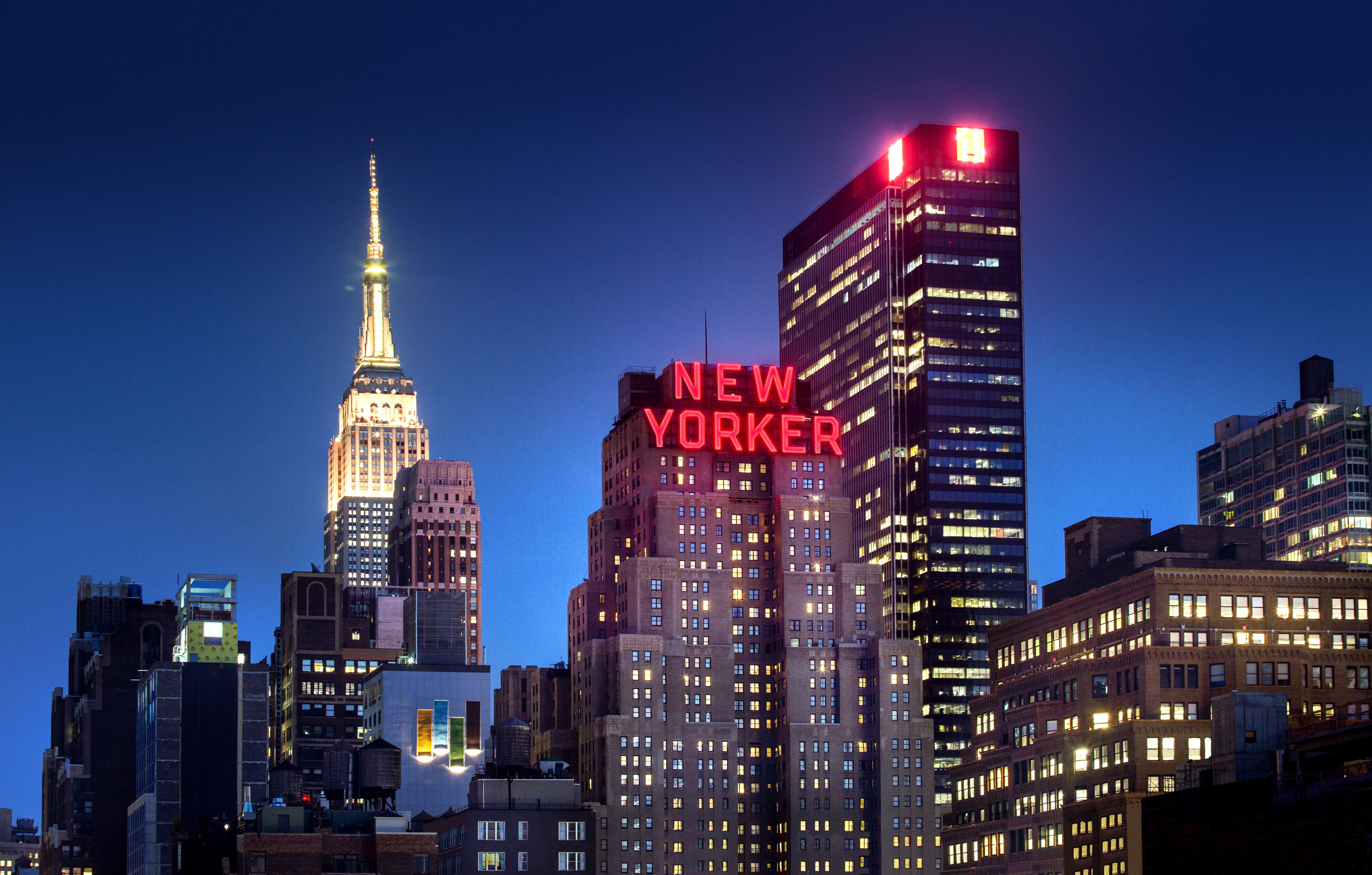
Das Hotel bei Nacht
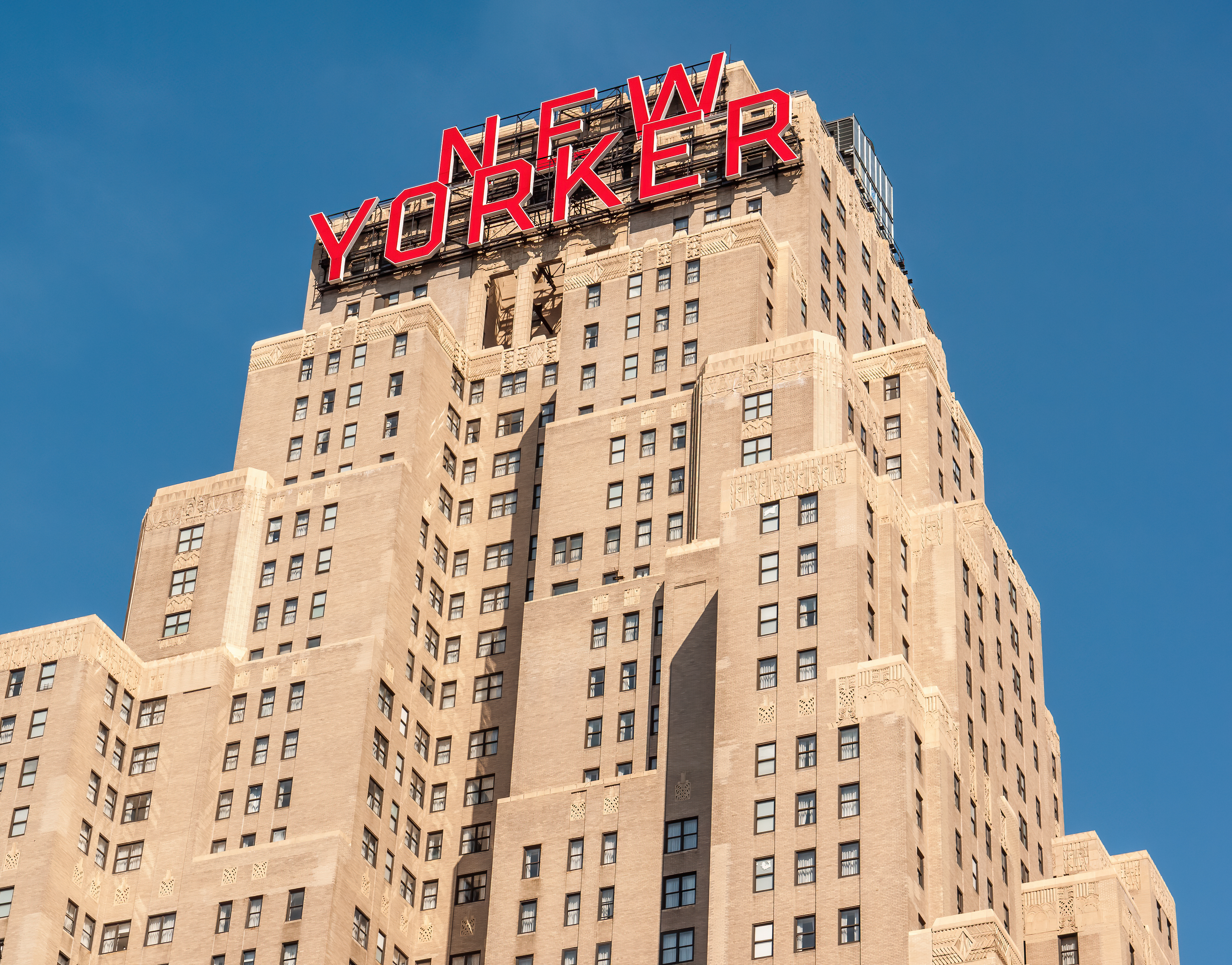
Blick zur Gebäudespitze mit dem berühmten Namensschild
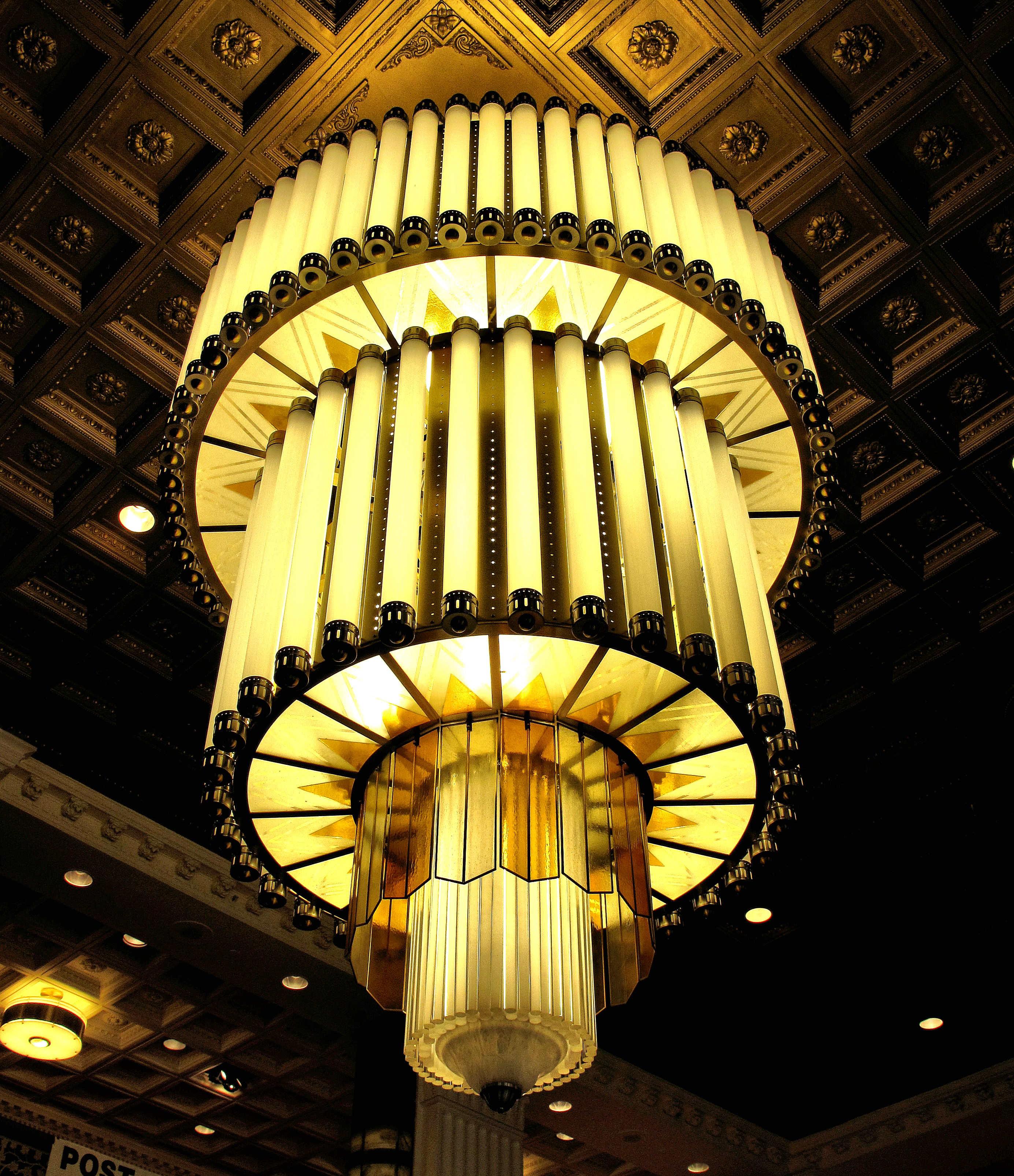
Art-déco-Kronleuchter in der Hotellobby
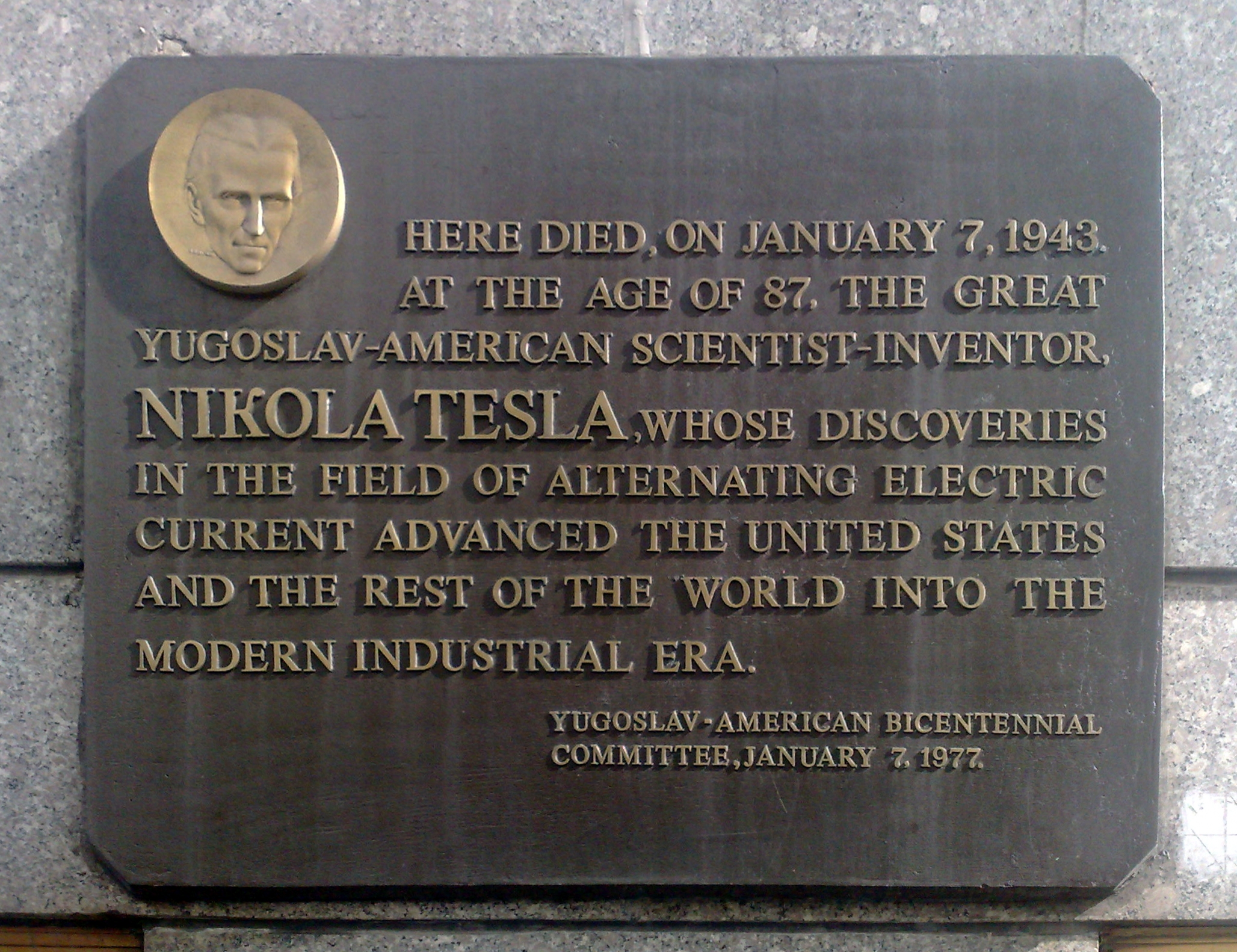
Gedenk-Plakette für Nikola Tesla